# Joseph Wyss
Joseph Wyss (* 5. Januar 1868 in Büron; † 1956 in Zürich) war ein Schweizer Automobilunternehmer.

## Leben
Wyss wurde als Sohn des Josef Franz Heinrich Wyss und der Johanna Arnold geboren. Der Vater stammte von Heinrich Wyss und Anna Amberg ab. Der Kunstschlosser und Autopionier Joseph Wyss stellte im Jahr 1902 einen Vis-à-vis und ein Jahr später eine Voiturette vor, die er beide nach seinem neuen Wohnort Bern Berna nannte. Im Jahr 1904 kaufte er eine konkursite Fabrik in Olten und gründete dort die J. Wyss, Schweizerische Automobilfabrik Berna, aus der im Jahr 1906 die Motorenwerke Berna AG hervorgingen.
Wyss trat im Jahr 1907 nach Auseinandersetzungen mit der Belegschaft und Kapitalgebern aus dem Unternehmen aus. Er betätigte sich anschliessend im Ausland, u. a. als Konstrukteur von Motoren und Apparaten, und kehrte im Jahr 1928 in die Schweiz zurück.